# Ruggieri (entreprise)
Pour les articles homonymes, voir Lacroix et Ruggieri.
Ruggieri est une marque de commerce déposée par la Société Étienne Lacroix Tous Artifices.
Elle est spécialisée dans la conception de spectacles pyrotechniques, elle fait partie du Groupe Étienne Lacroix.

## Historique
Vers 1740, les cinq frères Ruggieri décident de quitter leur ville natale de Bologne (Italie) pour la France. Ils sont chargés d'animer les spectacles de la cour à Versailles. L’aîné, Petronio, reçoit de Louis XV le titre d'Artificier du roi. Durant les XVIIIe et XIXe siècles, toutes les cours d'Europe font appel aux Ruggieri pour célébrer des événements historiques et des réjouissances publiques,.
Durant la Première Guerre mondiale, la société Ruggieri participe à l’effort de guerre et fabrique entre autres les propulseurs des fusées Le Prieur.
En 1918, Alexis Villié racheta à M. Jacquin l’usine Bellerive de Monteux et s'associa à Breynat, jusqu'en 1921, date à laquelle tous deux se réunirent avec la Maison Aubin pour créer les Établissements Ruggieri.
Le 31 juillet 1973, une explosion s'est produite dans l'usine Ruggiéri de Monteux. Elle fait quatre morts parmi les artificiers et plusieurs blessés,,. Une autre explosion a lieu le 12 avril 1977 faisant deux morts et plusieurs blessés,,.
Dans les années 1980, Lacroix est le principal concurrent de Ruggieri. Fondée par le Toulousain Étienne Lacroix en 1848, elle obtient des médailles aux expositions universelles de Paris de 1867, 1878, 1889, 1900) et internationale (Amsterdam 1883). En 1997, elle rachète son concurrent « historique » Ruggieri.
En 2012, l'entreprise délaisse le patronyme Lacroix et reprend le nom de Ruggieri, 15 ans après la fusion.
En 2014, Étienne Lacroix Group rachète le fabricant espagnol de feux d'artifice Pirotecnia Zaragozana,tout en conservant sa marque commerciale.
Le 31 août 2015, une explosion ravage une grande partie de l'usine de Pirotecnia Zaragozana. Cet accident cause le décès de six employés et en blesse six autres. À la suite de cet accident, la production est stoppée, et les derniers stocks encore présents sur le site sont détruits de manière préventive par la Guardia Civil. Étienne Lacroix Group dessine alors une stratégie de court, moyen et long terme pour pérenniser cette entreprise fondée en 1860. Une partie du personnel de Pirotecnia Zaragozana est transférée vers les usines de Ruggieri à Mazères et Sainte-Foy-de-Peyrolières pour redémarrer à moindre échelle des activités industrielles.
La société a réalisé le feu d’artifice de la tour Eiffel pour la fête nationale en 2017, 2019, 2021 et 2022.